# اريك يوهانسون (رامي مطرقة)
اريك يوهانسون (بالسويدية: Eric Umedalen)‏ هو رامي مطرقة سويدي، ولد في 10 فبراير 1904 في دالارنا في السويد، وتوفي في 22 فبراير 1972.